# Адоба (район)
Адоба (Adobha) — район зоби (провінції) Семіен-Кей-Бахрі, що в Еритреї. Столиця — місто Адоба. Виділений у 2005 році із складу району Карура.